# NGC 3629
NGC 3629 est une galaxie spirale intermédiaire située dans la constellation du Lion. NGC 3629 a été découverte par l'astronome germano-britannique William Herschel en 1785.

## Caractéristiques
La classe de luminosité de NGC 3629 est III-IV et elle présente une large raie HI.

### Distance
Sa vitesse par rapport au fond diffus cosmologique est de 1 815 ± 22 km/s, ce qui correspond à une distance de Hubble de 26,8 ± 1,9 Mpc (∼87,4 millions d'al).
À ce jour, une quinzaine de mesures non basées sur le décalage vers le rouge (redshift) donnent une distance de 30,733 ± 10,977 Mpc (∼100 millions d'al), ce qui est à l'intérieur des valeurs de la distance de Hubble. Notons cependant que c'est avec la valeur moyenne des mesures indépendantes, lorsqu'elles existent, que la base de données NASA/IPAC calcule le diamètre d'une galaxie et qu'en conséquence le diamètre de NGC 3629 pourrait être d'environ 17,8 kpc (∼58 100 al) si on utilisait la distance de Hubble pour le calculer.

### Classification
On ne s'entend pas sur la classification de cette galaxie. Il s'agit évidemment d'une galaxie spirale classifiée comme spirale barrée par le professeur Seligman et par Wolfgang Steinicke, comme spirale intermédiaire par la base de données HyperLeda et comme spirale ordinaire par la base de données NASA/IPAC. L'image obtenue des données de l'étude SDSS montre un faible début de barre au centre de la galaxie. On pourrait la qualifier de spirale barrée, mais la classification de spirale intermédiaire semble mieux correspondre à cette image.

### Galaxie isolée
NGC 3629 est une galaxie du champ, c'est-à-dire qu'elle n'appartient pas à un amas ou un groupe et qu'elle est donc gravitationnellement isolée.